# Himalajski narodi
Himalajski narodi, velika skupina naroda tibetsko-burmanske porodice raširenih po planinskim područjima Himalaje u Nepalu, Butanu i Indiji. Himalajski narodi služe se sa 145 jezika obuhvaćena u dvije velike skupine: Mahakiranti (s 51 jezik) i Tibeto-Kanauri (93 jezika) i izoliranu skupinu Baima (1 jezik).
Mahakiranti govornici obuhvaćaju 3 glavna ogranka: 1) Kham-Magar-Chepang-Sunwari (s istoimenim narodima i jeziicma) svi iz Nepala; 2) Kiranti (Istočni i Zapadni), također u Nepalu; i 3). Newari, Nepal. 
Druga grana Tibeto-Kanauri dalje se grana na 1) Lepcha ili Rong, naseljeni u Indiji; 2) Tibetske narode sa Sharchhokpa, Dhimal, Tamang i Tibetance; 3) neklasificirane Dzalakha; 4) zapadnohimalajski s Almora (4 jezika); istočni (2 jezika); Janggali (1 jezik); Kanauri (12 jezika); i Rongpo.

## Popis naroda
- Ath Pahariya Rai (Athpare Rai), 2,000 (1995 Ebert)
- Baima
- Balti
- Bantawa
- Chamling
- Chepang, 52,237.
- Dhimal
- Dumi, 1,000 do 2,000 (1991 W. Winter).
- Dzala, govore dzalakha
- Gharti, 117,568, govore jezikom bujhyal
- Khampa
- Koi
- Kusunda, 164.
- Lepcha
- Limbu
- Lorung, od Kipa i Loke.
- Magar, zapadni 210,000 (1994); istočni 356,074.
- Moinba
- Newar
- Raji 2,413 (popis 2001).
- Raute
- Saam
- Sharchop, govore tshangla
- Sonowar ili Sunwar, 95,254.
- Teli, Chimtan
- Toto
- Waling
- Wambule
- Yayu, govore wayu. 1,821 (popis 2001)
- Yakha